# مشير أباد
مشير أباد هي قرية في مقاطعة تبريز، إيران. عدد سكان هذه القرية هو 66 في سنة 2006.